# Casa (canción de Natalia Lafourcade)
«Casa» es una canción grabada por la cantante y compositora mexicana Natalia Lafourcade. La canción fue escrita por Adolfo Yunuen, Alonso Cortés Vázquez, Augusto Gómez Chanona y Natalia Lafourcade. La producción estuvo a cargo de Emmanuel Del Real. Fue lanzada en 2005 como el segundo sencillo de su segundo álbum de estudio Casa con su banda La Forquetina.

## Video musical
El video musical oficial de «Casa» fue subido el 2 de octubre de 2009 en la plataforma digital YouTube. El videoclip ha recibido casi de 7 millones de vistas desde su publicación.

## Lista de canciones

### Descarga digital
| Casa — Single |        |          |  |
| N.º           | Título | Duración |  |
| 1.            | «Casa» | 3:57     |  |